# SPRN-2 Prognos
Das SPRN-2-Prognos-Programm (häufig kurz als Prognos bezeichnet) ist ein russisches Raketenfrühwarnprogramm auf Basis von geostationären Frühwarnsatelliten.
Es soll die Satelliten der Oko-Baureihe ergänzen und ist vollkommen eigenständig gegenüber dem älteren Prognos-SO-M-Programm (dieses war ein ziviles Vorhaben zur Erforschung der irdischen Magnetosphäre). Der erste Prototyp wurde am 8. Oktober 1975 mit einer Proton-K/DM-2-Trägerrakete gestartet, wobei dieser jedoch im Orbit explodierte. Seit dem Start des letzten Satelliten am 26. Juni 2008 sind sechzehn Satelliten von Baikonur aus mit einer Proton-Rakete in die Umlaufbahn gebracht worden, wobei immer zwei Satelliten aktiv im Einsatz sind. Einer auf 24° West und einer auf 12° Ost. Zusätzlich befinden sich immer zwei Backupsatelliten auf 80° Ost und 12° Ost in Reserve. Die etwa zwei Tonnen schweren von Lawotschkin gebauten Satelliten werden unter der Tarnbezeichnung Kosmos gestartet.

## Satelliten
| Datum              | Name        | Inklination |
| ------------------ | ----------- | ----------- |
| 8. Oktober 1975    | Kosmos 775  | 14,90°      |
| 29. März 1984      | Kosmos 1546 | 11,70°      |
| 21. Februar 1985   | Kosmos 1629 | 6,50°       |
| 28. Oktober 1987   | Kosmos 1894 | 4,10°       |
| 26. April 1988     | Kosmos 1940 | 9,00°       |
| 14. Februar 1991   | Kosmos 2133 | 0,50°       |
| 13. September 1991 | Kosmos 2155 | 0,40°       |
| 17. Dezember 1992  | Kosmos 2224 | 4,80°       |
| 10. September 1992 | Kosmos 2209 | 0,40°       |
| 6. Juli 1994       | Kosmos 2282 | 1,86°       |
| 14. August 1997    | Kosmos 2345 | 2,60°       |
| 29. April 1998     | Kosmos 2350 | 2,10°       |
| 24. August 2001    | Kosmos 2379 | 1,60°       |
| 24. April 2003     | Kosmos 2397 | 2,20°       |
| 26. Juni 2008      | Kosmos 2440 |             |